# Olios sulphuratus
Olios sulphuratus là một loài nhện trong họ Sparassidae.
Loài này thuộc chi Olios. Olios sulphuratus được Tord Tamerlan Teodor Thorell miêu tả năm 1899.